# Dieter Wild (Journalist)
Dieter Wild (geboren 10. Januar 1931 in Altenhundem; gestorben 13. April 2019 in Uelzen) war ein deutscher Journalist.

## Leben
Wild studierte Jura und Geschichte und promovierte 1957 an der Universität Freiburg im Breisgau. Im Juli 1960 kam er als Redakteur zum Nachrichtenmagazin Der Spiegel. Er begann im Deutschland-Ressort und ging 1963 als Korrespondent nach Paris. In Hamburg führte er ab 1965 die Auslandsredaktion bis 1990. Seit 1994 war er stellvertretender Chefredakteur. 1999 wurde Martin Doerry sein Nachfolger. Er hat fast 200 SPIEGEL-Gespräche geführt. Wild gab 2010 ausgewählte Reportagen des Spiegel-Reporters Tiziano Terzani heraus.
Wild hatte einen Lehrauftrag für Journalismus an der Universität Leipzig.
Wild war mit der Rechtsanwältin Gisela Wild verheiratet.

## Publikationen (Auswahl)
- Tiziano Terzani: Asien, mein Leben : die großen Reportagen. Hrsg. von Angela Terzani und Dieter Wild. München : Goldmann 2010
- Hrsg.: Spiegel des 20. Jahrhunderts. Spiegel-Buchverlag : Hamburg, 1999
- Juden und Deutsche. Hamburg : Spiegel-Verl. Augstein, 1992
- Michael Haller; Amelie Gräf; André Müller; Rudolph Rohlinger; Dieter Wild: Das Interview. Ein Handbuch für Journalisten. Ölschläger, München 1991.
- Die Auseinandersetzung des deutschen Liberalismus mit den Konkordaten des 19. Jahrhunderts. 1957 (Diss. Freiburg)